# ひょうすべ

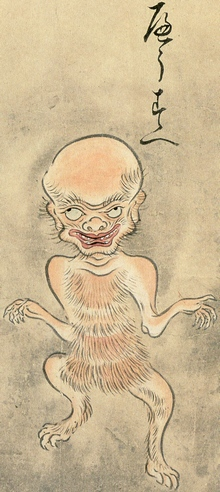
佐脇嵩之『百怪図巻』より「へうすへ」（ひょうすべ）

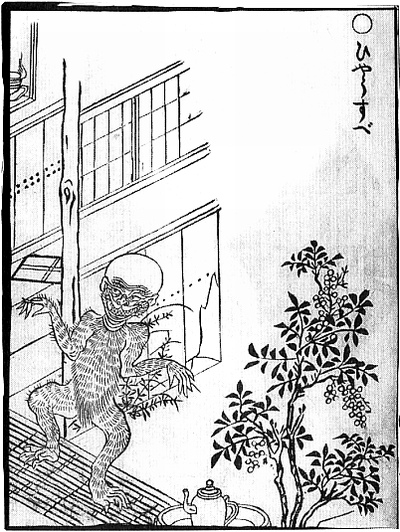
鳥山石燕『画図百鬼夜行』より「ひやうすべ」（ひょうすべ）

ひょうすべは、日本に伝わる妖怪。佐賀県や宮崎県をはじめとする九州地方に伝わっている。

## 概要
民間伝承では主に九州地方に分布が見られ、河童のような存在であるとされる。呼び方にはヒョウスベのほかにヒョウスヘ、ヒョウズンボ、ヒョウスボ、ヒョースンボ、ヒョースボー、ヒョスボが各地で用いられていた。佐賀県ではカッパやガワッパ、長崎県ではガアタロの別名ともされる。河童が彼岸の時季になると川と山とを移動するとされる言い伝えの多くはひょうすべたちに見受けられるものであり、この際に発せられると言われている「ヒョーヒョー」という鳥のような鳴き声が、その呼称の由来になったとも語られている。
ひょうすべはナスを好むと言い、畑の初ナスをひょうすべに供える風習がある。また、ひょうすべはたいへん毛深いことが外観上の特徴とされるが、ひょうすべが民家に忍び込んで風呂に入ったところ、浸かった後の湯船には大量の体毛が浮かんでおり、その湯に触れた馬が死んでしまったという。似た話では、ある薬湯屋で毎晩のようにひょうすべが湯を浴びに来ており、ひょうすべの浸かった後の湯には一面に毛が浮いて臭くなってしまうため、わざと湯を抜いておいたところ、薬湯屋で飼っていた馬を殺されてしまったという話もある。河童が人家の風呂に入っていって汚してしまう話も同様に九州地方に広く見ることができる。
江戸時代に描かれた絵巻物では、毛深く禿頭のユーモラスなほぼ同一の表情やポーズで描かれている。鳥山石燕も『画図百鬼夜行』に同様のポーズをとるひょうすべを描いている。多田克己は、東南アジアに生息するテナガザルをモデルにしたのではないかと考察している。
昭和以降の妖怪図鑑などでは、鳥山石燕による絵に描かれたひょうすべが広く用いられており、民間伝承でのひょうすべとは無関係に「見ると病気になる」、「笑うのにつられて自分も笑うと死んでしまう」といった解説が多数見られている。佐藤有文『いちばんくわしい日本妖怪図鑑』には「ひょうすべが人に出遭うとヒッヒッヒッと笑い、もらい笑いした人は熱を出して死ぬ」とあるが、これは創作であろうと指摘されている。人間に病気を流行させるものとの説もあり、ひょうすべの姿を見た者は原因不明の熱病に侵され、その熱病は周囲の者にまで伝染するという。ナス畑を荒らすひょうすべを目撃した女性が、全身が紫色になる病気となって死んでしまったという話もある。

## 水神信仰との関係
ひょうすべという呼び方は、河童よりも古くから伝わっているとも言われる。その名称の由来については『北肥戦誌』などに見られる橘島田丸（島田麻呂）にまつわる伝説があり、島田丸が水神を祭祀している渋江氏の祖先であることなどから、九州地方における渋江氏を通じた水神信仰が「ひょうすべ」という名前の伝播に影響があったとも考えられている 。ただし名称の由来ついては他にも鳴き声、兵部神からなど諸説あり、近世以前の所説や起源については不明な点が多い。
神護景雲2年（762年）、春日大社が三笠山に遷された際、内匠頭が秘法を用いて人形に命を与えて社殿建立のための建築労働力としたが、完成後に不要となった人形を川に捨てたところ、人形が河童に化けて人々に害をなした。称徳天皇の命により兵部大輔の任にあたっていた橘島田丸がそれを鎮めたので、その河童たちを「主は兵部」という意味から兵主部（ひょうすべ）と呼ぶようになったと『北肥戦誌』（巻之16「渋江家由来の事」）には記されている。嘉禎3年（1237年）、島田丸の子孫である武将・橘公業が伊予国（現・愛媛県）から佐賀県武雄市に移り、潮見神社の背後の山頂に潮見城を築いたが、その際に橘氏の眷属であった兵主部（ひょうすべ）も共に潮見川へ移住したといわれる。
肥前国（長崎県）諫早には兵揃（ひょうすべ）村という地があり、そこで天満宮をあずかっていた渋江久太夫（文太夫）は河童除けの札を出していたとする記述も『和漢三才図会』（巻80・肥前）などの書物や、『笈埃随筆』などをはじめとした近世の随筆などにしばしば見られる（諫早は肥前国高来郡などに属するが、柳田國男が指摘するように兵揃村という村名は確認されていないため、兵揃が正式な村名であったのかどうかは不明）。
現在でも潮見神社には、橘諸兄をはじめとした橘氏の先祖たちが祭神として、兵主部が眷属として祀られている。潮見神社の宮司・毛利家には、水難・河童除けの「ひょうすべよ約束せしを忘るなよ川立おのがあとはすがわら」という唱えごとが伝わっており、そこに「ひょうすべ」という言葉が見られる。このような「ひょうすべ」と「すがわら」を含む水難除けの呪文は近世以降、類似のものが多数記録・伝承されており、これらの呪文は九州の大宰府へ左遷させられた菅原道真が河童を助け、その礼に河童たちは道真の一族には害を与えない約束をかわしたという伝承に由来しており、「兵主部たちよ、約束を忘れてはいないな。水泳の上手な男は菅原道真公の子孫であるぞ」という意味の言葉だとされる。
古代中国の兵主神（ひょうずしん）の「ひょうず」が「ひょうすべ」の語源であるとする説もある。兵主神は秦氏ら渡来人が伝えたとされる神で、本来、武神だが日本では食料の神として信仰され、現在でも滋賀県野洲市、兵庫県丹波市などの土地で兵主神社などの名で祀られている。多田克己はひょうすべが河童の仲間とされたのは江戸時代からでそれ以前は別の存在だったと述べている。